# Pedro Nolasco Mena
Pedro Nolasco Mena (Santiago de Chile, 1791 - ibidem, 1861) fue un comerciante y político chileno.
Hijo de José Antonio Mena y Gertrudis Ramírez de la Rivilla. Fue comerciante y durante el proceso de independencia fue elegido diputado. Fue designado por Ramón Freire como ministro de Hacienda en 1823, a pesar de las excusas que Nolasco dio para no asumir, pues la situación económica estaba demasiado complicada.
Durante su corto ministerio se rebajaron las tarifas de importación, con la esperanza de combatir el contrabando, en una medida claramente liberalista y que anteponía el comercio a las necesidades fiscales, lo que cambiaría tras su renuncia del ministerio y el ingreso de Diego José Benavente.
| Precedido por: Agustín Vial Santelices | Ministro de Hacienda 1823 | Sucedido por: José Raymundo Del Río |